# Джилорт
Джилорт(рум. Gilort) — річка в Румунії, у повітах Вилча, Горж. Ліва притока Жіу (басейн Чорного моря).

## Опис
Довжина річки 116 км, висота витоку над рівнем моря — 2340 м, висота гирла над рівнем моря — 106 м, середньорічні витрати води у гирлі — 11,7  м³/с, найкоротша відстань між витоком і гирлом — 76,34  км, коефіцієнт звивистості річки — 1,52 . Площа басейну водозбору 1358 км².

## Розташування
Бере початок на південно-східній стороні від гірського хребта Паринґул-Маре. Тече переважно на південний захід через місто Новач і на північно-східній стороні від села Піку впадає у річку Жіу, ліву притоку Дунаю.
Притоки: Блахніца (рум. Blahnița) права.
Основні населені пункти вздовж берегової смуги від витоку до гирла: Почоваліштя, Белчешть, Бенджесть, Мірословень, Альбень, Болбочешть, Штефенешть, Тиргу-Кербунешт, Мускулешть, Джилорту, Капу-Дялулуй.

## Цікаві факти
- На лівому березі річки біля міста Новач розташований Центр скайдейвінгу.
- У селі Капу-Дялулуй річку перетинає євроавтошлях Е79, 66.[2]